# Hegoalde

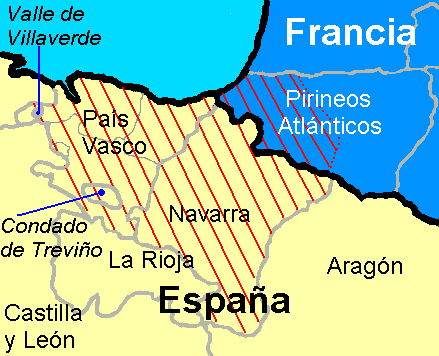
Teritoriul numit Hegoalde hașurat în roșu pe fond galben.

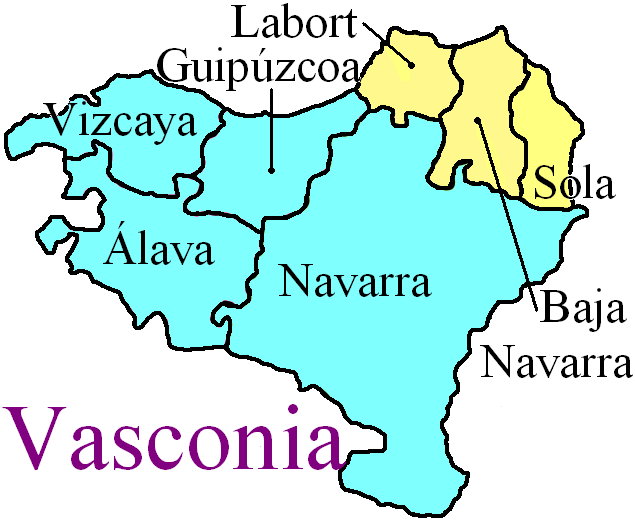
În albastru deschis provinciile care formează „Țara Bascilor de sud” sau Hegoalde.

Hegoalde (cuvânt basc compus din hego, care înseamnă "sud", și alde,  "zonă") este denumirea teritoriilor spaniole ale Țării Bascilor. Hegoalde corespunde actualelor comunități autonome "País Vasco" și "Navarra" și este formată din patru provincii: Álava, Bizkaia, Gipuzkoa și Navarra. Termenul de Hegoalde este contrapus celui de Iparralde (Țara Bască franceză). Folosirea termenului Hegoalde în castelană este proprie mai degrabă celor ce au ca limbă maternă euskara sau sunt apropiați de naționalismul basc. În euskara, folosirea termenului de Hegoalde este normală.
Expresia "Țara Bască spaniolă" este puțin folosită în castelană, însă este obișnuită în franceză deoarece în Franța denumirea Țării Basce franceze este pur și simplu Pays Basque (Țara Bascilor). Același lucru poate fi spus și despre expresia "Țara Bască de sud".
În același timp, se folosește ca sinonim denumirea de Țara Bască peninsulară (prin opoziție la Țara Bască continentală). Denumirea País Vasconavarro sau País Vasco-Navarro (Țara Basco-Navară) a fost folosită în diferite momente istorice, cum ar fi cazul proiectului Estatuto Vasco-Navarro ("Statutul Basco-Navarez") elaborat în timpul celei de-a doua Republici Spaniole.
În euskara, denumirea cea mai corectă este Hego Euskal Herria (Țara Bască de sud în traducere).
Una dintre axiomele folosite (inclusiv înainte de apariția naionalismului basc organizat) pentru a reclama unirea sau trăsaturile comune ale celor patru provincii din nordul Spaniei a fost laurak bat, expresie care în euskara înseamnă "patru în unu" sau "unirea celor patru".